# Štěpánka Hilgertová
Štěpánka Hilgertová (ur. 10 kwietnia 1968 w Pradze) – czeska kajakarka górska. Dwukrotna złota medalistka olimpijska.
Startowała w slalomie w kajaku-jedynce (C-1). W 1996 została mistrzynią olimpijską. Cztery lata później obroniła tytuł. Ponadto brała udział w igrzyskach w 1992 (jeszcze w barwach Czechosłowacji), 2004, 2008 i 2012. Zdobywała medale mistrzostw świata (tytuły mistrzowskie w 1999 i 2003) oraz Europy.
W 2024 roku została odznaczona Medalem Za Zasługi I stopnia.

## Starty olimpijskie (medale)
Atlanta 1996
- K-1 slalom – złoto

Sydney 2000
- K-1 slalom – złoto